# Беримовцы
Бери́мовцы (укр. Беримівці) — село в Зборовской городской общине Тернопольского района Тернопольской области Украины.
Код КОАТУУ — 6122680701. Население по переписи 2001 года составляло 377 человек.
До 2020 года входило в Зборовский район.

## Географическое положение
Село Беримовцы находится на берегу реки Восточная Стрыпа,
выше по течению на расстоянии в 0,5 км расположено село Мониловка,
ниже по течению на расстоянии в 0,5 км расположено село Кудиновцы.
Через село проходит автомобильная дорога Т-2013.

## История
- 1785 год — дата основания.

## Объекты социальной сферы
- Школа I—II ст.
- Дом культуры.

## Достопримечательности
- Братская могила советских воинов.